# Васісса (Флорида)
Васісса (англ. Wacissa) — переписна місцевість (CDP) в США, в окрузі Джефферсон штату Флорида. Населення — 362 особи (2020).

## Географія
Васісса розташована за координатами 30°21′14″ пн. ш. 84°0′4″ зх. д. / 30.35389° пн. ш. 84.00111° зх. д. (30.353754, -84.001123).  За даними Бюро перепису населення США в 2010 році переписна місцевість мала площу 10,93 км², з яких 10,87 км² — суходіл та 0,06 км² — водойми.

## Демографія
Згідно з переписом 2010 року, у переписній місцевості мешкало 386 осіб у 165 домогосподарствах у складі 106 родин. Густота населення становила 35 осіб/км².  Було 197 помешкань (18/км²).
Расовий склад населення:
| - 78,5 % — білих - 19,7 % — чорних або афроамериканців |

До двох чи більше рас належало 1,8 %. Частка іспаномовних становила 2,3 % від усіх жителів.
За віковим діапазоном населення розподілялося таким чином: 18,1 % — особи молодші 18 років, 66,9 % — особи у віці 18—64 років, 15,0 % — особи у віці 65 років та старші. Медіана віку мешканця становила 43,3 року. На 100 осіб жіночої статі у переписній місцевості припадало 116,9 чоловіків;  на 100 жінок у віці від 18 років та старших — 117,9 чоловіків також старших 18 років.
Середній дохід на одне домашнє господарство  становив 46 201 долар США (медіана — 52 976), а середній дохід на одну сім'ю — 60 089 доларів (медіана — 54 762). За межею бідності перебувало 10,5 % осіб, у тому числі 0,0 % дітей у віці до 18 років та 11,6 % осіб у віці 65 років та старших.
Цивільне працевлаштоване населення становило 96 осіб. Основні галузі зайнятості: науковці, спеціалісти, менеджери — 33,3 %, освіта, охорона здоров'я та соціальна допомога — 24,0 %, виробництво — 17,7 %, публічна адміністрація — 12,5 %.